# Circuit francobelga 2024
El Circuit francobelga 2024, 83a edició del Circuit francobelga, és una cursa ciclista que es va disputar el 29 de maig de 2024 sobre un recorregut de 190,6 km entre les ciutats belgues de Tournai i Mont-de-l'Enclus. La cursa formava part del calendari de l'UCI ProSeries 2024 i de la Copa de Bèlgica de ciclisme.
El vencedor final fou l'eritreu Biniam Girmay (Intermarché-Wanty), que s'imposà a l'esprint a Axel Zingle (Cofidis) i Marc Hirschi (UAE Team Emirates), segon i tercer respectivament.

## Equips
L'organització convidà a 21 equips a prendre part en aquesta edició del Circuit francobelga, sis de categoria WorldTeam, onze ProTeams i quatre equips continentals.
| WorldTeams (6)- Arkéa-B&B Hotels - UAE Team Emirates - Soudal Quick-Step - Intermarché-Wanty - Cofidis - Alpecin-Deceuninck ProTeams (11)- Lotto Dstny - Israel-Premier Tech - TotalEnergies - Uno-X Mobility - Caja Rural-Seguros RGA - Q36.5 Pro Cycling Team - Bingoal WB - Team Flanders-Baloise - Team Novo Nordisk - TDT-Unibet - Equipo Kern Pharma Equips continentals (4)- Van Rysel-Roubaix - Tarteletto-Isorex - Parkhotel Valkenburg - Philippe Wagner-Bazin |
| |

## Classificació final
| \| Classificació general \| Classificació general \| Classificació general \| Classificació general \| Classificació general \| \| Corredor \| Corredor \| Equip \| Temps \| \| \| --------------------- \| ------------------------ \| ---------------------- \| --------------------- \| --------------------- \| \| 1r \| Biniam Girmay \| Intermarché-Wanty \| 4h 37' 52" \| \| \| 2n \| Axel Zingle \| Cofidis \| + 0" \| \| \| 3r \| Marc Hirschi \| UAE Team Emirates \| + 0" \| \| \| 4t \| Jenno Berckmoes \| Lotto Dstny \| + 0" \| \| \| 5è \| Émilien Jeannière \| TotalEnergies \| + 0" \| \| \| 6è \| Vincenzo Albanese \| Arkéa-B&B Hotels \| + 0" \| \| \| 7è \| Pau Miquel Delgado \| Equipo Kern Pharma \| + 0" \| \| \| 8è \| Matyáš Kopecký \| Team Novo Nordisk \| + 0" \| \| \| 9è \| Eduard Prades i Reverter \| Caja Rural-Seguros RGA \| + 0" \| \| \| 10è \| Kaden Groves \| Alpecin-Deceuninck \| + 0" \| \| |                          |                        |            |
| |                          |                        |            |
| Font: ProCyclingStats |                          |                        |            |
| Classificació general |                          |                        |            |
| Corredor | Corredor                 | Equip                  | Temps      |
| 1r | Biniam Girmay            | Intermarché-Wanty      | 4h 37' 52" |
| 2n | Axel Zingle              | Cofidis                | + 0"       |
| 3r | Marc Hirschi             | UAE Team Emirates      | + 0"       |
| 4t | Jenno Berckmoes          | Lotto Dstny            | + 0"       |
| 5è | Émilien Jeannière        | TotalEnergies          | + 0"       |
| 6è | Vincenzo Albanese        | Arkéa-B&B Hotels       | + 0"       |
| 7è | Pau Miquel Delgado       | Equipo Kern Pharma     | + 0"       |
| 8è | Matyáš Kopecký           | Team Novo Nordisk      | + 0"       |
| 9è | Eduard Prades i Reverter | Caja Rural-Seguros RGA | + 0"       |
| 10è | Kaden Groves             | Alpecin-Deceuninck     | + 0"       |